# Давша (аэропорт)
Давша́ (ИАТА: DAV) — недействующий ныне аэропорт местных воздушных линий вблизи посёлка Давша, Бурятия, Россия.
Расположен на восточной окраине посёлка, на одну террасу выше него, на границе тайги. Аэродром 4 класса, способен принимать самолёты Ан-2 и все более лёгкие, а также вертолёты. Принимал регулярные рейсы с грузами и ограниченным кругом пассажиров, выполнявшиеся на самолётах, а также вертолёты, летавшие в пределах Баргузинского заповедника. Ныне не используется. Закрыт в 1999.

## Авиакомпании и направления
Существовавшие рейсы в аэропорт Давша: